# Кречау
Кречау (нім. Kretzschau ) — громада в Німеччині, розташована в землі Саксонія-Ангальт. Входить до складу району Бургенланд. Складова частина об'єднання громад Дройсігер-Цайтцер-Форст.
Площа — 27,76 км2. Населення становить 2385 ос. (станом на 31 грудня 2021).

## Галерея

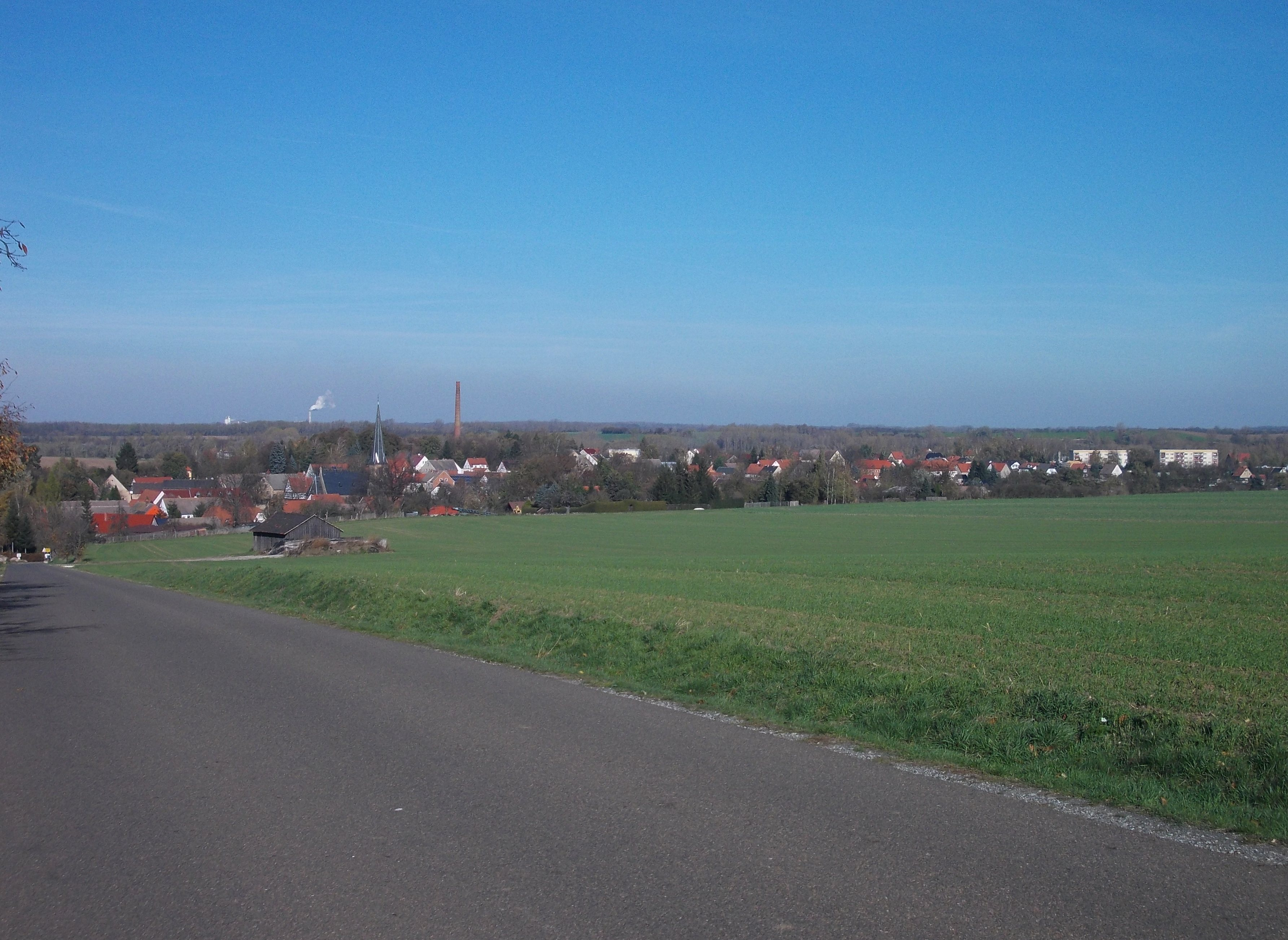
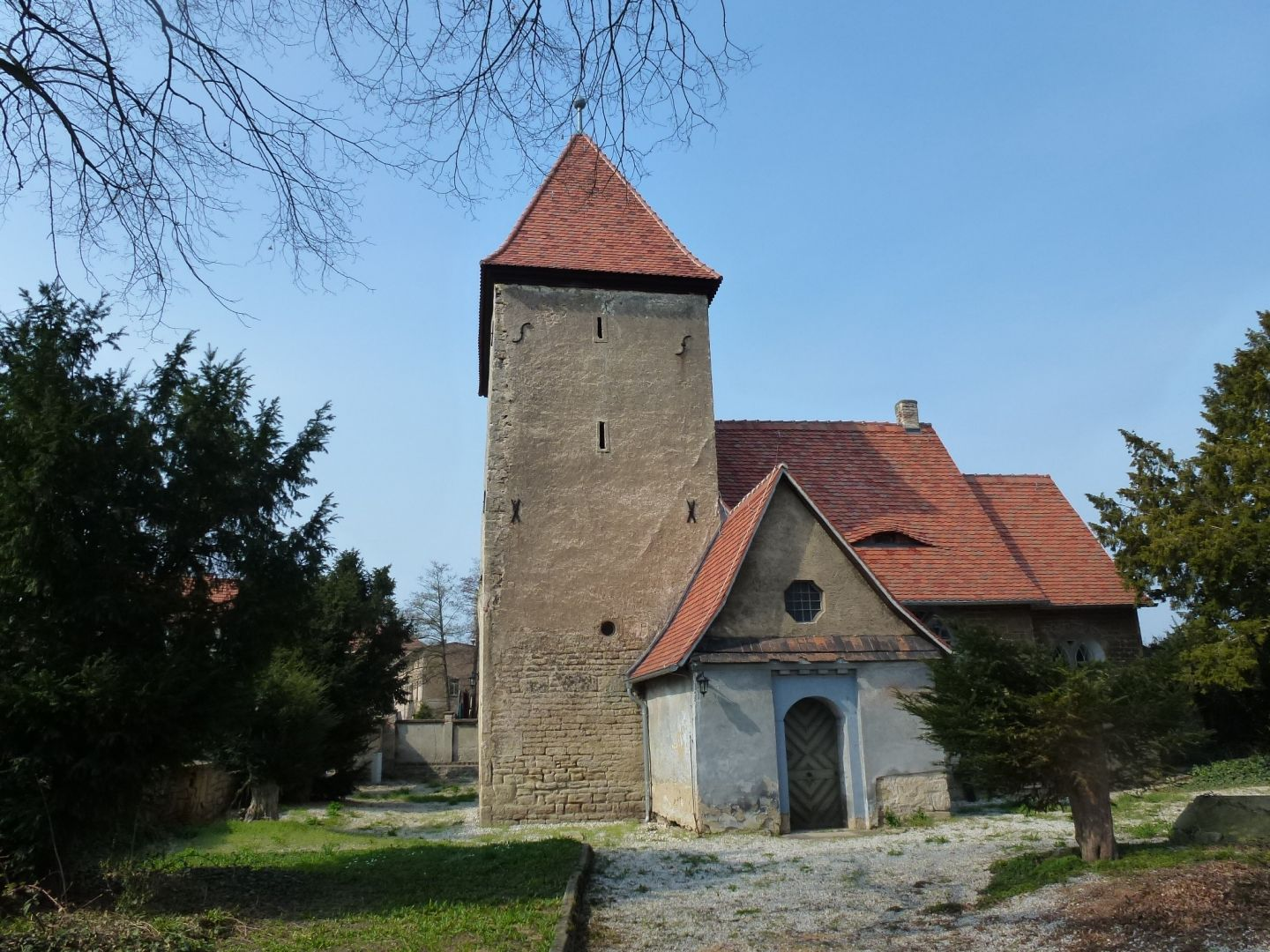
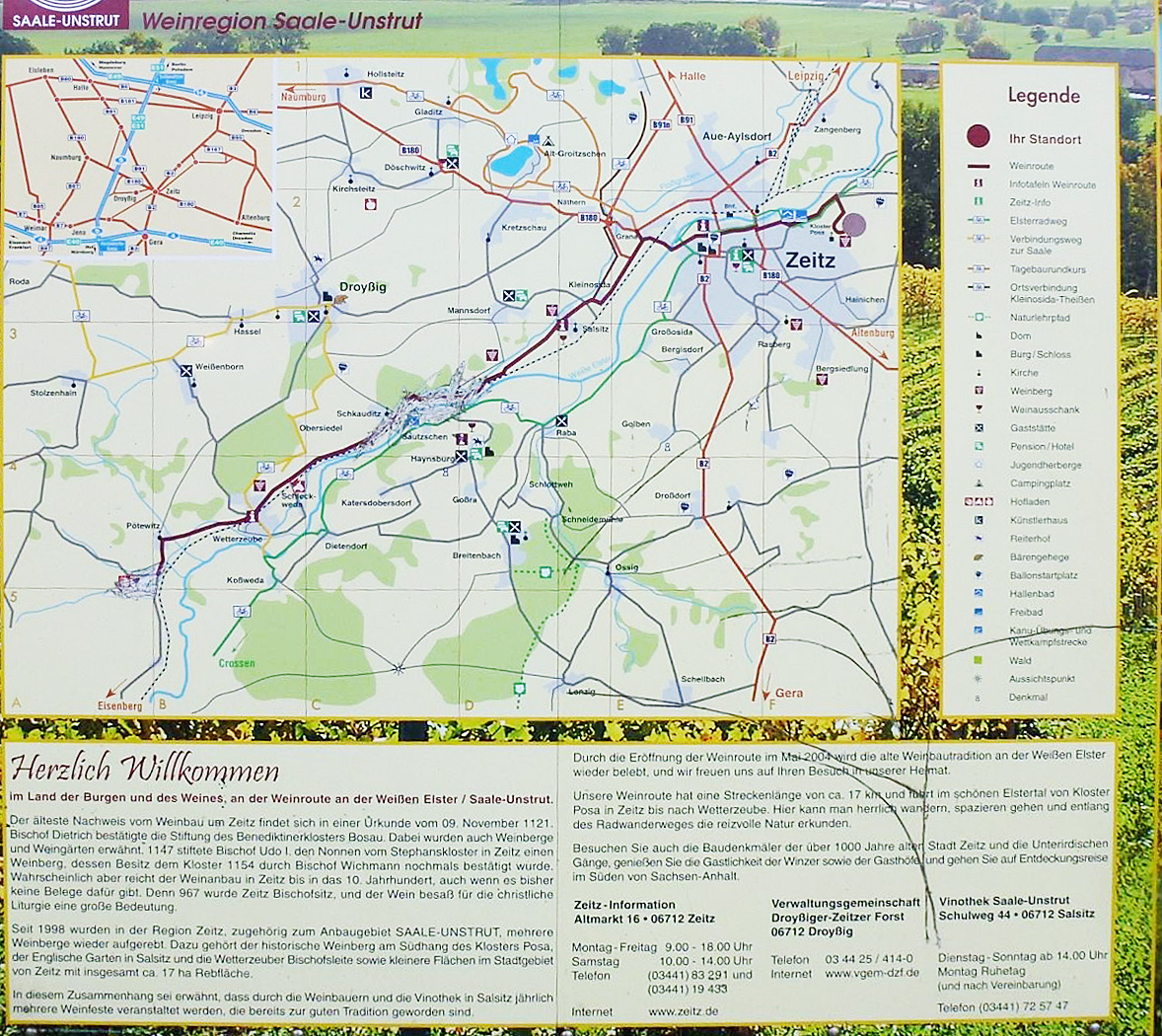
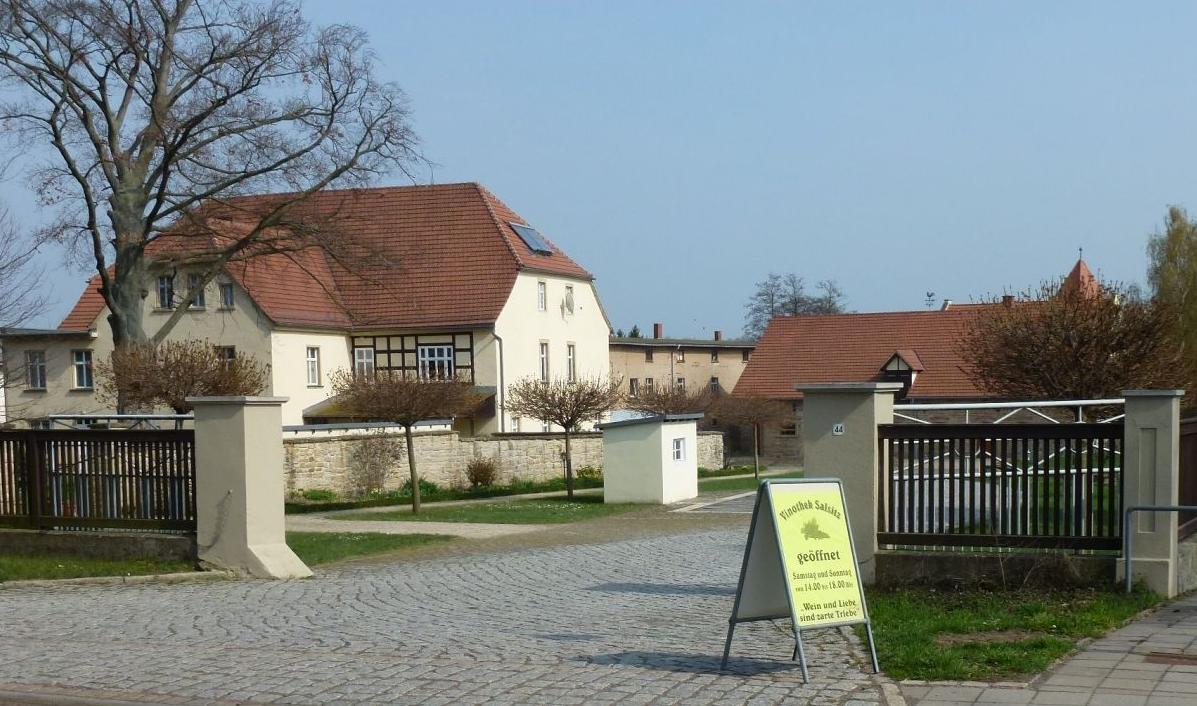